# Akut-Festival

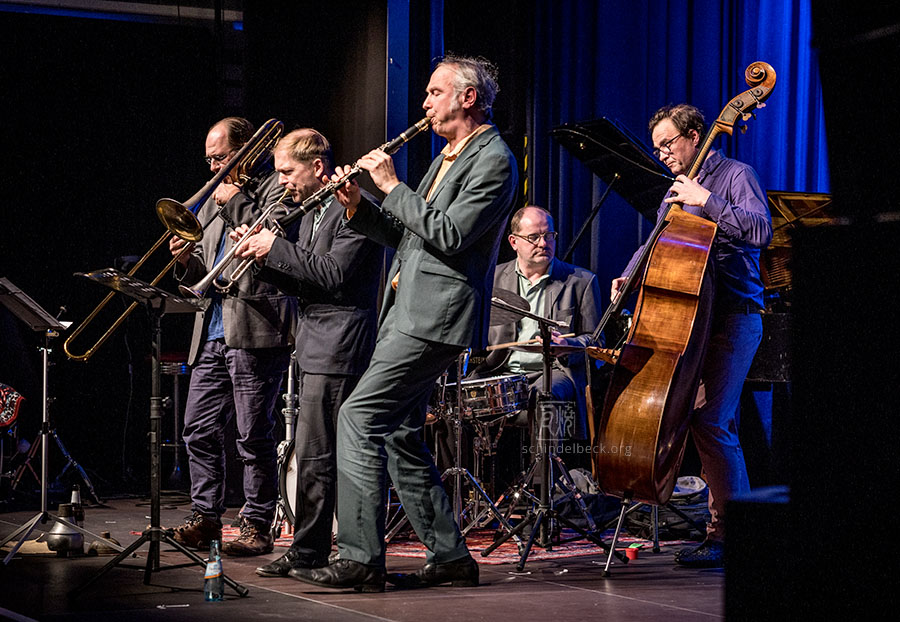
Die Enttäuschung auf dem Akut-Festival 2018

Das Akut-Festival ist ein  Jazzfestival, das seit 1987 alle ein bis zwei Jahre in Mainz veranstaltet wird.
Das Festival, veranstaltet vom Verein upArt e.V., findet jeweils an ein bis zwei aufeinander folgenden Tagen im November im Frankfurter Hof (Mainz) statt. Der Schwerpunkt liegt auf den freieren Spielarten des Jazz und dem Ausloten von Grenzgebieten improvisierter Musik zwischen Jazz, Avantgarde und Rock. Zu den international renommierten Musikern, die in dieser Reihe in der Vergangenheit präsentiert wurden, zählen u. a.: Peter Brötzmann, Aki Takase, Alexander von Schlippenbach, Eve Risser, Bobby Previte, Elliott Sharp, Christian Lillinger, Fred Frith, Günter „Baby“ Sommer, Ken Vandermark, Mette Rasmussen, Michael Riessler, Phil Minton, Ray Anderson, Rudi Mahall, Tim Berne.